# Fernando Sampaio
Fernando Sampaio (Salvador, 21 de julho de 1978) é ator, produtor e apresentador brasileiro. Iniciou aos 12 anos no teatro e participou de várias peças, com destaque para "O Grande Barato é Viver", que esteve em cartaz por 5 anos.
Participou de várias campanhas publicitárias na Bahia e no Rio de Janeiro.
Em 2006, estreou na tv na novela Cidadão Brasileiro da RecordTV. Em 2013, integrou o elenco da minissérie José do Egito, da RecordTV, como um dos filho de Jacó, o Naftali.
Em 2015 foi Gahiji em Os Dez Mandamentos, da RecordTV, sucesso em vários países.
Foi repórter especial do segundo maior portal do país, o Portal R7, fazendo reportagens nos bastidores do Programa Xuxa Meneghel e cobrindo também os bastidores das novelas da RecordTV, entre 2015 e 2017.
Em 2017, participou da novela O Rico e Lázaro da RecordTV, como o escriba hebreu Matias.
Fez parte do elenco da série infanto-juvenil Uma Escola Demais, nos serviços de streaming Net NOW, lançado em 16 de abril de 2018 a primeira temporada..
Em junho de 2018, fez sua estreia na Rede Globo, integrando o elenco de Segundo Sol, novela de João Emanuel Carneiro, interpretando o policial Jackson Pereira.
Em 2019, retorna à RecordTV na macrossérie Jezabel, com o personagem Uriel, mensageiro do Rei. A produção tem estreia prevista para abril.

## Biografia

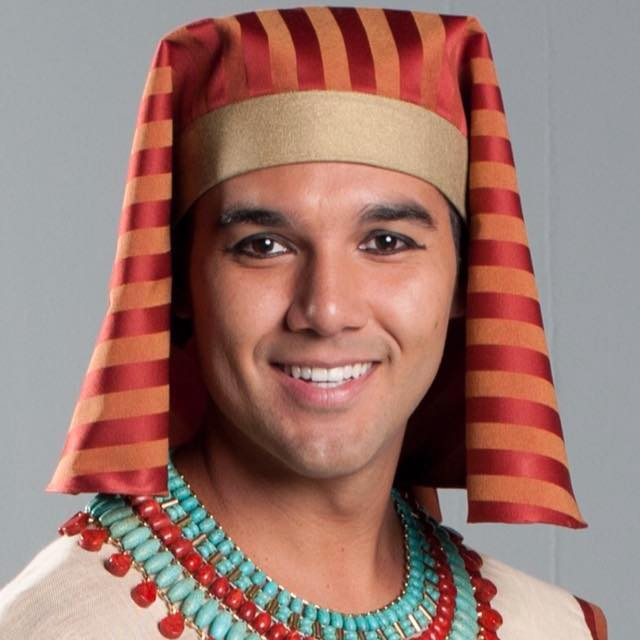
Gahiji - Os Dez Mandamentos

Iniciou sua carreira aos 12 anos no teatro na Bahia. Ficou em cartaz por 5 anos com o peça O Grande Barato é Viver. Fez várias campanhas publicitárias e, como apresentador, esteve à frente por 3 anos do programa Câmera Express, exibido pela TV Salvador.
No SBT, integrou o elenco de Amigas e Rivais.
Participou da peça Rubem, dirigida por Fernando Guerreiro, que teve duas temporadas de muito sucesso na capital baiana, sendo uma no Teatro XVIII e outra no Teatro Gregório de Matos, onde Fernando fazia sete personagens e, a montagem, foi uma colagem dos contos de Rubem Fonseca.
Em cinema, Fernando atuou em 4 curtas metragens ambos dirigidos por Ignácio Coqueiro.
Fez dois longa-metragens:
- Ponho a Mão no Fogo, onde atuou como um pastor, com direção de André Amado.

- Sobrevivente Urbano, interpretando como um policial, com direção de José Claudio Cunha E Silva .

Em 2013, fez parte do elenco da super produção bíblica, a minissérie José do Egito na RecordTV. Atuou em Pecado Mortal e nas séries Plano Alto e Milagres de Jesus.
Conquistou seu personagem de maior destaque, quando interpretou o doce Gahiji, o cozinheiro do Faraó, que muda suas convicções e segue Moisés pelo deserto, em Os Dez Mandamentos.
Fernando foi repórter especial por 2 anos no Programa Xuxa Meneghel da RecordTV, onde cobria os bastidores do programa para o segundo maior portal do país, o R7, onde fez várias reportagens para o mesmo portal,dos bastidores das novelas da emissora.
Em 2017, integrou o elenco da novela O Rico e Lázaro, na RecordTV, onde fez o escriba hebreu Matias
Fernando foi o Diretor Vitor na primeira temporada série Uma Escola Demais, lançada em abril de 2018 e se prepara para iniciar as gravações da segunda temporada, sem data de lançamento..
Gravou o episódio especial de "Uma Escola Demais", chamado: "O Sequestro de Vitor", sendo seu primeiro papel de protagonista.
Integrou o elenco da novela Segundo Sol da Rede Globo, a partir do capítulo nº 33, que foi ao ar no dia 20 de junho, interpretando o policial Jakson Pereira.
Participou como apresentador de 28 de dezembro de 2018 a 13 de janeiro de 2019, junto com Nelson Freitas, na Praia de Ipanema no Rio de Janeiro, do evento "Rio Bossa Nova", projeto musical que celebrou os 60 anos da Bossa Nova, com diversas atrações culturais.
Em janeiro de 2019, retornou à RecordTV para integrar o elenco da macrossérie Jezabel, interpretando o sábio mensageiro do Rei Acabe, Uriel. A produção tem a estreia prevista para abril deste ano. 
Em 18 de abril de 2024, foi anunciado pela RecordTV como participante da segunda temporada do reality show A Grande Conquista, sendo um dos quatro finalistas, mas ficando em último lugar em uma disputa contra João Hadad, Kaio Perroni (vencedor) e William Rambo.

## Carreira

### Televisão
| Ano  | Título               | Personagem               | Nota                                  | Emissora  |
| ---- | -------------------- | ------------------------ | ------------------------------------- | --------- |
| 2006 | Cidadão Brasileiro   | Beto                     |                                       | RecordTV  |
| 2008 | Amigas & Rivais      | Daniel                   |                                       | SBT       |
| 2013 | Pecado Mortal        | Brito                    |                                       | RecordTV  |
| 2013 | José do Egito        | Naftali                  |                                       | RecordTV  |
| 2014 | Plano Alto           | Repórter                 |                                       | RecordTV  |
| 2015 | Milagres de Jesus    | Malacai                  | Episódio: "O Endemoniado Cego e Mudo" | RecordTV  |
| 2015 | Os Dez Mandamentos   | Gahiji                   |                                       | RecordTV  |
| 2017 | O Rico e Lázaro      | Matias                   |                                       | RecordTV  |
| 2018 | Uma Escola Demais    | Vitor                    |                                       | NET NOW   |
| 2018 | Segundo Sol          | Jackson Pereira          |                                       | TV Globo  |
| 2018 | O Sequestro de Vitor | Vitor                    |                                       | NET NOW   |
| 2019 | Jezabel              | Uriel                    |                                       | RecordTV  |
| 2022 | Encantado's          | Padre Euzébio            | Episódio: "Alegorias e Adereços"      | Globoplay |
| 2023 | Vai na Fé            | Heitor Saraiva           |                                       | TV Globo  |
| 2023 | Linha Direta         | Dr. Jairinho             | Episódio: "Caso Henry Borel"          | TV Globo  |
| 2024 | A Grande Conquista   | Participante (Finalista) | Temporada 2                           | RecordTV  |
| 2025 | Paulo, o Apóstolo    | Marinheiro               |                                       | RecordTV  |
| 2026 | Dona Beja            |                          |                                       | Max       |

### Teatro
| Ano  | Título                                        | Direção                      | Nota |
| ---- | --------------------------------------------- | ---------------------------- | --- |
| 2002 | O Grande Barato é Viver                       | Manoel Lopes Pontes          | 1900 apresentações. Público estimado de 800 mil espectadores.                                                                                           |
| 2003 | Rubem                                         | Fernando Guerreiro           | Temporada no Teatro XXVIII e no Teatro Gregório de Mattos.                                                                                              |
| 2009 | Tabernáculo                                   | Projeto Cultural de Salvador | Ator convidado para dar suporte ao espetáculo (1999 - 2003 - 2009 - 2011).                                                                              |
| 2011 | Ópera de Natal                                | Evento Cultural da Bahia     | Ator convidado para dar suporte ao espetáculo (2010 - 2011).                                                                                            |
| 2014 | Chapeuzinho Vermelho em O Valor de um Sorriso | Fábio Espírito Santo         | Atuou como o Lobo Mau. Adaptação com personagens mais humanizados. Tema: saúde bucal, com objetivo de ensinar as crianças, hábitos de higiene dentária. |

### Cinema
| Ano  | Titulo              | Direção                    | Nota           |
| ---- | ------------------- | -------------------------- | -------------- |
| 2007 | Testamento          | Ignácio Coqueiro           | Curta-metragem |
| 2008 | A escolha           | Ignácio Coqueiro           | Curta-metragem |
| 2008 | Relações            | Ignácio Coqueiro           | Curta-metragem |
| 2010 | Impasse             | Ignácio Coqueiro           | Curta-metragem |
| 2013 | Sobrevivente Urbano | José Claudio Cunha E Silva | Longa-metragem |
| 2015 | Ponho a Mão no Fogo | André Amado                | Longa-metragem |
| 2019 | Maria do Caritó     | Fonsequinha                | Longa-metragem |
| 2025 | A Entrega           | Fernando                   | Longa-metragem |

### Comerciais de TV
| Ano  | Comercial                                                   |
| ---- | ----------------------------------------------------------- |
| 1999 | Insinuante                                                  |
| 1999 | CAP                                                         |
| 2000 | Amazônia Celular                                            |
| 2004 | Marinox                                                     |
| 2007 | A Cor da Vida FM - institucional para rádio em Vitória - ES |
| 2009 | Tvs In (interno para Insinuante)                            |
| 2009 | Insinuantes Regiões                                         |
| 2009 | Faculdade Baiana de Medicina                                |
| 2009 | Expansão Shopping Salvador                                  |
| 2009 | Construtora LMarquezzo                                      |
| 2009 | Shopping Salvador                                           |
| 2009 | Natal Shopping Center Lapa                                  |
| 2010 | Nagem                                                       |
| 2010 | Blitz - Governo da Bahia                                    |
| 2010 | Brastemp                                                    |
| 2011 | Conciliação Tributária - SEFAZ Governo da Bahia             |
| 2018 | Prudential do Brasil                                        |